# Canoë-kayak aux Jeux méditerranéens de 1979
Les compétitions de canoë-kayak des 8e Jeux Méditerranéens se déroulent en septembre 1979 à Split. Il s'agit de la première apparition de ce sport aux Jeux méditerranéens.

## Résultats

### Hommes
| Épreuves                | Or                                                                            | Or                      | Argent                                                                      | Argent                  | Bronze                                                             | Bronze                  |
| Canoë - course en ligne | Canoë - course en ligne                                                       | Canoë - course en ligne | Canoë - course en ligne                                                     | Canoë - course en ligne | Canoë - course en ligne                                            | Canoë - course en ligne |
| ----------------------- | ----------------------------------------------------------------------------- | ----------------------- | --------------------------------------------------------------------------- | ----------------------- | ------------------------------------------------------------------ | ----------------------- |
| C1 - 500 m              | Yougoslavie Matija Ljubek                                                     | 1 min 57 s 70           | Espagne Eduardo Segarra                                                     | 1 min 59 s 47           | France Jean-Paul Cézard                                            | 2 min 02 s 71           |
| C1 - 1000 m             | Yougoslavie Matija Ljubek                                                     | 4 min 27 s 99           | France Alain Acart                                                          | 4 min 31 s 93           | Italie Paolo Cerutti                                               | 4 min 33 s 20           |
| C2 - 500 m              | Yougoslavie Mirko Nišović Matija Ljubek                                       | 1 min 48 s 50           | Espagne Narciso Suárez Santos Magaz                                         | 1 min 50 s 66           | France Alain Acart Jean-Paul Cézard                                | 1 min 52 s 52           |
| C2 - 1000 m             | Espagne Narciso Suárez Santos Magaz                                           | 4 min 02 s 28           | France Alain Acart Jean-Paul Cézard                                         | 4 min 02 s 91           | Italie Ilario Passerini Tiziano Annoni                             | 4 min 28 s 03           |
| Kayak - course en ligne |                                                                               |                         |                                                                             |                         |                                                                    |                         |
| K1 - 500 m              | Italie Oreste Perri                                                           | 1 min 43 s 26           | Yougoslavie Milan Janic                                                     | 1 min 44 s 61           | Espagne Herminio Menendez                                          | 1 min 45 s 81           |
| K1 - 1000 m             | Italie Oreste Perri                                                           | 4 min 01 s 03           | Yougoslavie Milan Janic                                                     | 4 min 11 s 68           | Espagne Luis Ramosmisione                                          | 4 min 12 s 95           |
| K2 - 500 m              | France Francis Hervieu Alain Lebas                                            | 1 min 38 s 50           | Espagne Guillermo Del Riego Martin Vazquez                                  | 1 min 40 s 52           | Italie Giuseppe Canu Roberto Casini                                | 1 min 42 s 11           |
| K2 - 1000 m             | France Francis Hervieu Alain Lebas                                            | 3 min 36 s 79           | Yougoslavie Dusan Filipovic Milan Janic                                     | 3 min 39 s 82           | Espagne Guillermo Del Riego Martin Vazquez                         | 3 min 41 s 17           |
| K4 - 500 m              | Espagne Herminio Menendez José Esteban José Lopez Diaz Flor Luis Ramosmisione | 1 min 29 s 86           | Italie Gian Luca Mannari Giovanpaolo Innocenti Fabrizio Crenna Oreste Perri | 1 min 31 s 07           | France Bruno Bicocchi Patrick Berard Patrick Lefoulon Pascal Duhec | 1 min 31 s 39           |
| K4 - 1000 m             | Espagne Herminio Menendez José Esteban José Lopez Diaz Flor Luis Ramosmisione | 3 min 09 s 94           | Italie Gian Luca Mannari Giovanpaolo Innocenti Fabrizio Crenna Oreste Perri | 3 min 10 s 65           | France Bruno Bicocchi Patrick Berard Patrick Lefoulon Pascal Duhec | 3 min 15 s 42           |

### Femmes
| Épreuves                | Or                                                                         | Or                      | Argent                                                                    | Argent                  | Bronze                                                                      | Bronze                  |
| Kayak - course en ligne | Kayak - course en ligne                                                    | Kayak - course en ligne | Kayak - course en ligne                                                   | Kayak - course en ligne | Kayak - course en ligne                                                     | Kayak - course en ligne |
| ----------------------- | -------------------------------------------------------------------------- | ----------------------- | ------------------------------------------------------------------------- | ----------------------- | --------------------------------------------------------------------------- | ----------------------- |
| K1 - 500 m              | France Anne-Marie Loriot                                                   | 2 min 06 s 40           | Italie Luisa Ponchio                                                      | 2 min 09 s 15           | Espagne Ana Rodriguez                                                       | 2 min 10 s 54           |
| K2 - 500 m              | Italie Luisa Ponchio Elisabeta Introini                                    | 1 min 57 s 92           | Yougoslavie Klara Konc Milena Popov                                       | 1 min 58 s 74           | France Valérie Leclerc Frédérique Barouh                                    | 1 min 59 s 12           |
| K4 - 500 m              | France Anne-Marie Loriot Martine Legault Valérie Leclerc Frédérique Barouh | 1 min 47 s 59           | Yougoslavie Klara Konc Milena Popov Slavica Nadrijanski Milka Nadrijanski | 1 min 48 s 17           | Italie Luisa Ponchio Elisabeta Introini Isabella Molinari Elisabeta Bassani | 1 min 50 s 11           |

## Tableau des médailles
| Rang  | Nation      | Or | Argent | Bronze | Total |
| ----- | ----------- | -- | ------ | ------ | ----- |
| 1     | France      | 4  | 2      | 5      | 11    |
| 2     | Yougoslavie | 3  | 5      | 0      | 8     |
| 3     | Italie      | 3  | 3      | 4      | 10    |
| 4     | Espagne     | 3  | 3      | 4      | 10    |
| Total | Total       | 13 | 13     | 13     | 39    |